# Kalanderwalzen

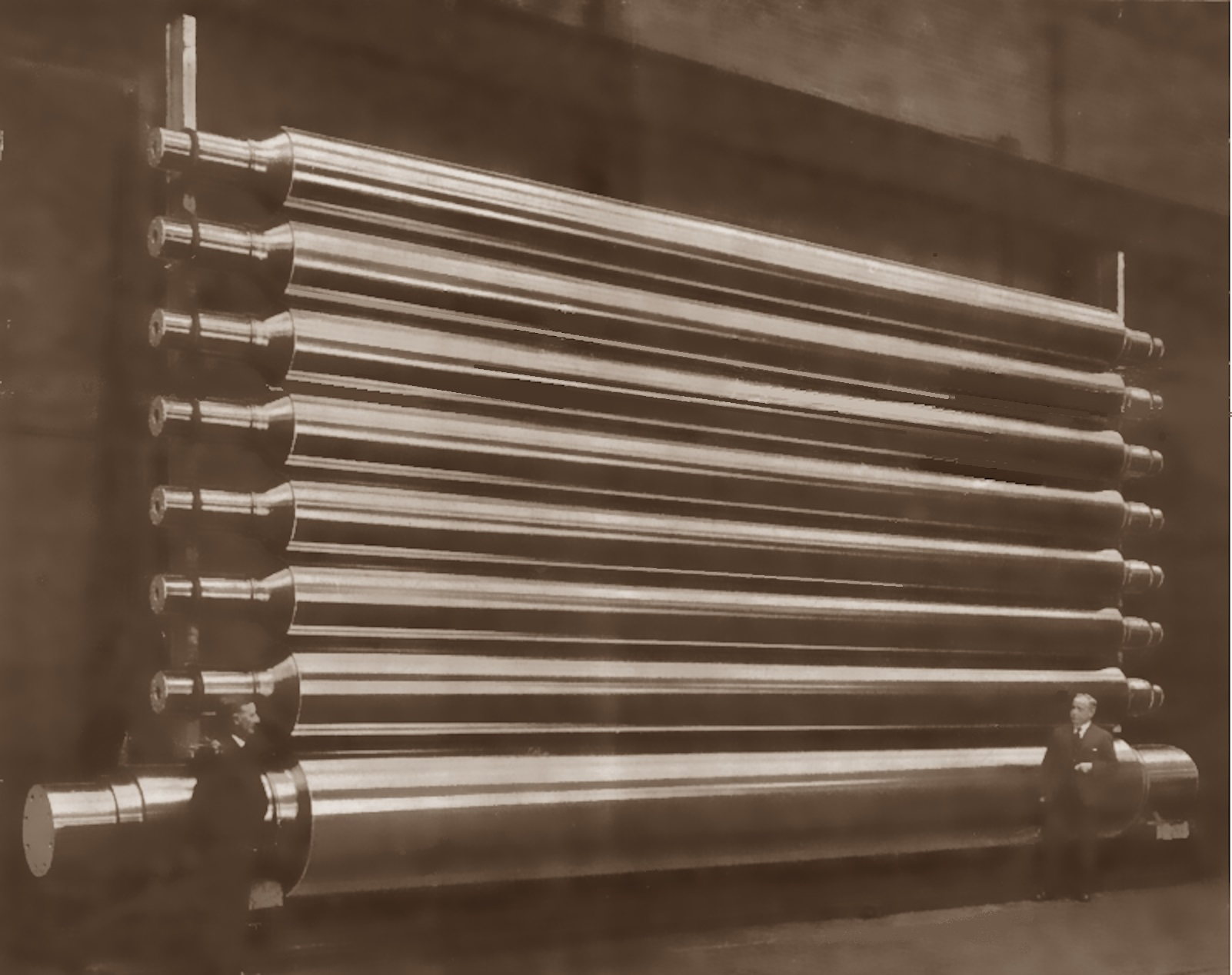
Kalanderwalzen für eine Papiermaschine von Miller and Company Foundry in Edinburgh (ca. 1950–60)

Kalanderwalzen (französisch calandre ‚Wäscherolle, Mangel‘) sind Walzen, die bei der Papierherstellung zur Verbesserung der Papierqualität eingesetzt werden.

## Verfahrenseinsatz
Nach der Trocknung in der Papiermaschine ist die Oberfläche der Papierbahn noch rau, sie selbst zu voluminös und ihr Dicken-Querprofil ungleichmäßig. Die Verdichtung der Bahn, die Verbesserung ihres Profils und ihre Glättung erfolgt in einem nachgeschalteten Walzprozess entweder im Maschinenglättwerk (online) zwischen Trockenpartie und Aufrollung oder in einem separaten Satinierkalander (offline). Die dabei verwendeten Walzen werden als Kalanderwalzen bezeichnet.
Ihre Entwicklung vollzog sich in einem Zeitraum von rund 200 Jahren parallel zu jener der Papiermaschinen:
|                         | 1820     | 2020        | Faktor |
| ----------------------- | -------- | ----------- | ------ |
| Maschinenbreite         | 1,5 m    | 11 m        | 7      |
| Betriebsgeschwindigkeit | 10 m/min | 2.000 m/min | 200    |
| Liniendruck             | 4 N/mm   | 400 N/mm    | 100    |
| Walzendurchmesser       | 250 mm   | 1.650 mm    | 7      |
| Flüssigeisen            | 700 kg   | 130.000 kg  | 180    |
| Walzengewicht           | 500 kg   | 90.000 kg   | 180    |
| Oberflächentemperaturen | 40 °C    | 200 °C      | 5      |

(jeweils Maximalwerte, gerundet)
Nachfolgend werden Kalanderwalzen mit harten Oberflächen behandelt.

## Glätte der Walzenoberfläche

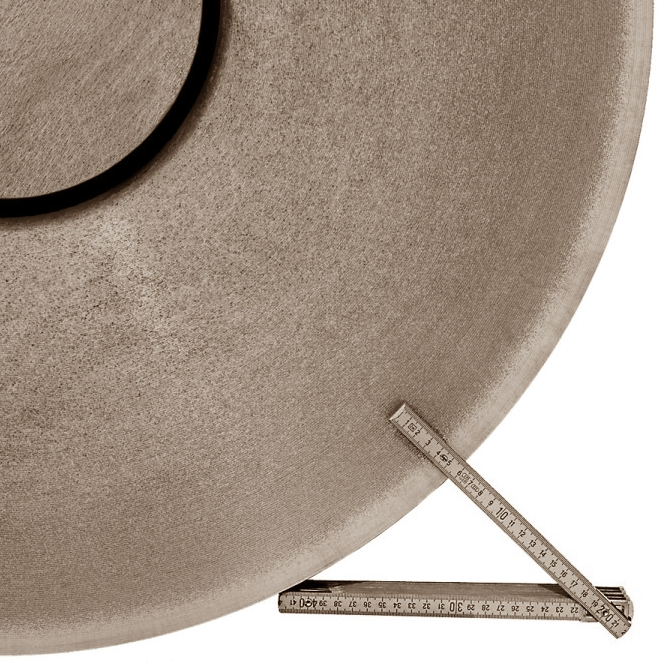
Querschnitt eines Walzenkörpers aus Schalenhartguss

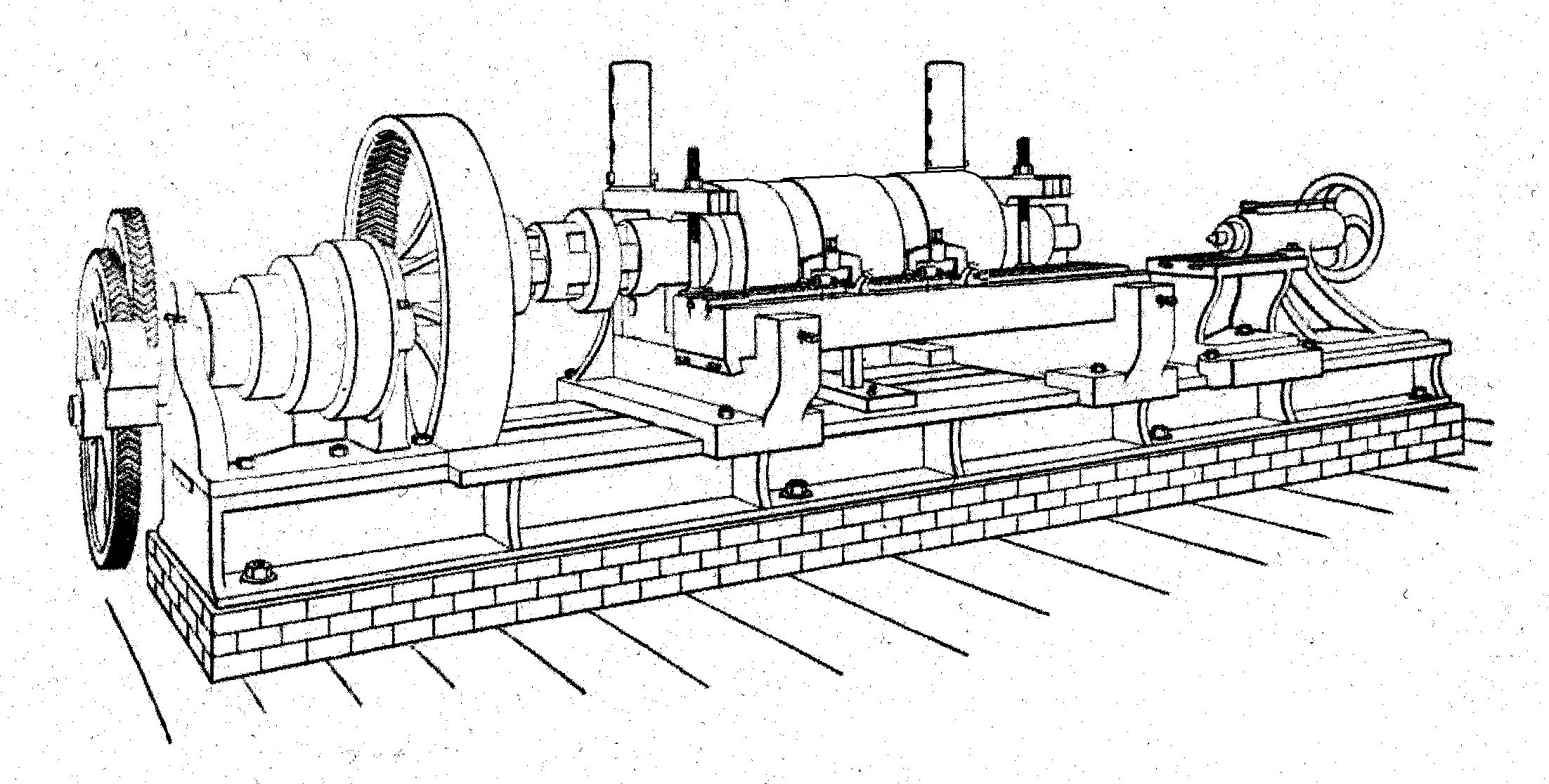
Amerikaner-Drehbank für die Bearbeitung von Walzen aus Schalen-Hartguss

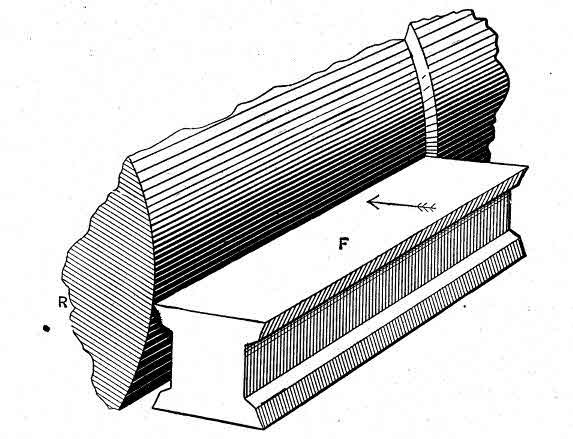
Drehwerkzeug aus gehärtetem Stahl

Das Glätten der Papieroberfläche erfolgt durch Aufprägen der glatten Walzenoberfläche im Walzenspalt unter hohem spezifischem Druck. Für den Erfolg entscheidend ist ein Walzenmaterial, bei dem hohe Glätte bzw. geringe Rauheit durch Schleifen und Polieren erzeugt werden kann und das im Betrieb eine ausreichende Verschleißbeständigkeit aufweist. Bronze und Gusseisen haben sich in dieser Hinsicht nicht bewährt. Besser geeignet ist geschmiedeter Stahl, wenn er zusätzlich gehärtet ist. Nach Überwindung anfänglicher Probleme durch Oberflächendefekte (Erfindung des tangentialen Anschnitts, 1830) sowie bei der Drehbearbeitung (Amerikanerdrehbänken, 1870) hat sich schließlich der Schalenhartguss durchgesetzt. In einem Gießvorgang lassen sich damit kostengünstig Walzenkörper erzeugen, die eine sehr harte Schale aufweisen und deren Kerne und Enden sich gut bearbeiten lassen.

## Präzision der Walzenform (Zylindrizität, Konizität)
Eine Papierbahn von beispielsweise 80 µm (1 µm = 1/1000 mm) Dicke wird zwischen zwei harten Kalanderwalzen bei einem Liniendruck von 100 N/mm auf ca. 25 µm zusammengerückt. Bei einer lokalen Verringerung des Walzendurchmessers von 20 µm gegenüber der Zylinderform vergrößert sich der Walzenspalt um 10 µm, wodurch sich der Liniendruck – ein proportionales Verhalten angenommen – um 40 Prozent verringert. Die Bahn bleibt dort merklich dicker. Haben beim Aufrollen 1000 Lagen zusammen eine Stärke von 50 Millimetern, sind es ca. zwei Millimeter mehr. Auf der Papierrolle bildet sich ein sog. „Kolbenring“ und wenn die Elastizität der Bahn überschritten ist, zerreißt sie und er wird zu Ausschuss.
Das vereinfachte Beispiel soll verdeutlichen, warum an die Präzision der Form der Kalanderwalzen so extreme Anforderungen gestellt werden. Bis zur Verfügbarkeit von Schleifmaschinen mit der entsprechenden Genauigkeit musste man sich zur Not behelfen. Durch das Anlegen von mit Kalk bestrichenen Haarlinealen wurde nach Hochpunkten gesucht, die dann manuell abgetragen wurden. Auch wurden Kalanderwalzen in besonderen Schleifständen paarweise mit verschiedenen Drehzahlen bei Zugabe von Schleifmitteln in den Walzenspalt solange gedreht, bis das Licht einer starken Lampe an keiner Stelle mehr durch den Spalt sichtbar war. Der „lichtdichte Schliff“ war ein geschätztes Qualitätsmerkmal.

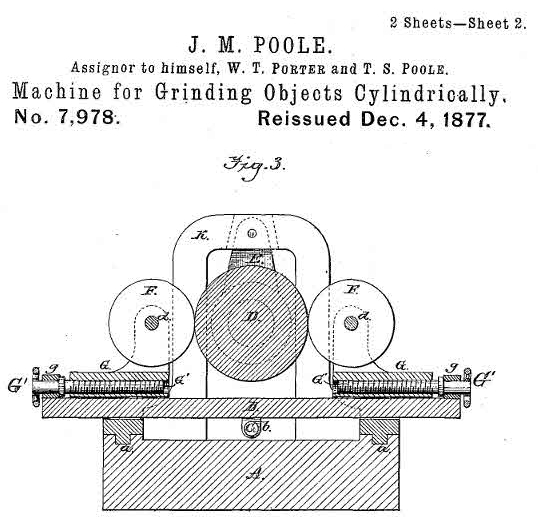
Patent für Zweischeiben-Schleifmaschinen

Dies fand mit der Erfindung der Zweistein-Schleifmaschine (Patent, 1871) ein Ende. Bei dieser wurden zwei Schleifscheiben in um 180 Grad versetzten Positionen beim Walzenschliff zum Einsatz gebracht. Diese waren mit einem definierten Abstand zueinander auf einem gemeinsamen Schlitten montiert, wodurch der Ballendurchmesser definiert wurde. Einstein-Schleifmaschinen, die einfacher zu handhaben sind, setzten sich erst mit dem Einsatz elektrischer Einzelantriebe der Schleifscheiben durch. Damit konnte der erfahrene Schleifer anhand der Stromaufnahme die Abnahmeleistung der Schleifscheibe steuern und Fehler der Schlittenführung seiner Maschine ausgleichen. Mit den programmierbaren elektronischen Steuerungen erübrigte sich auch das.

## Kompensation der Biegung

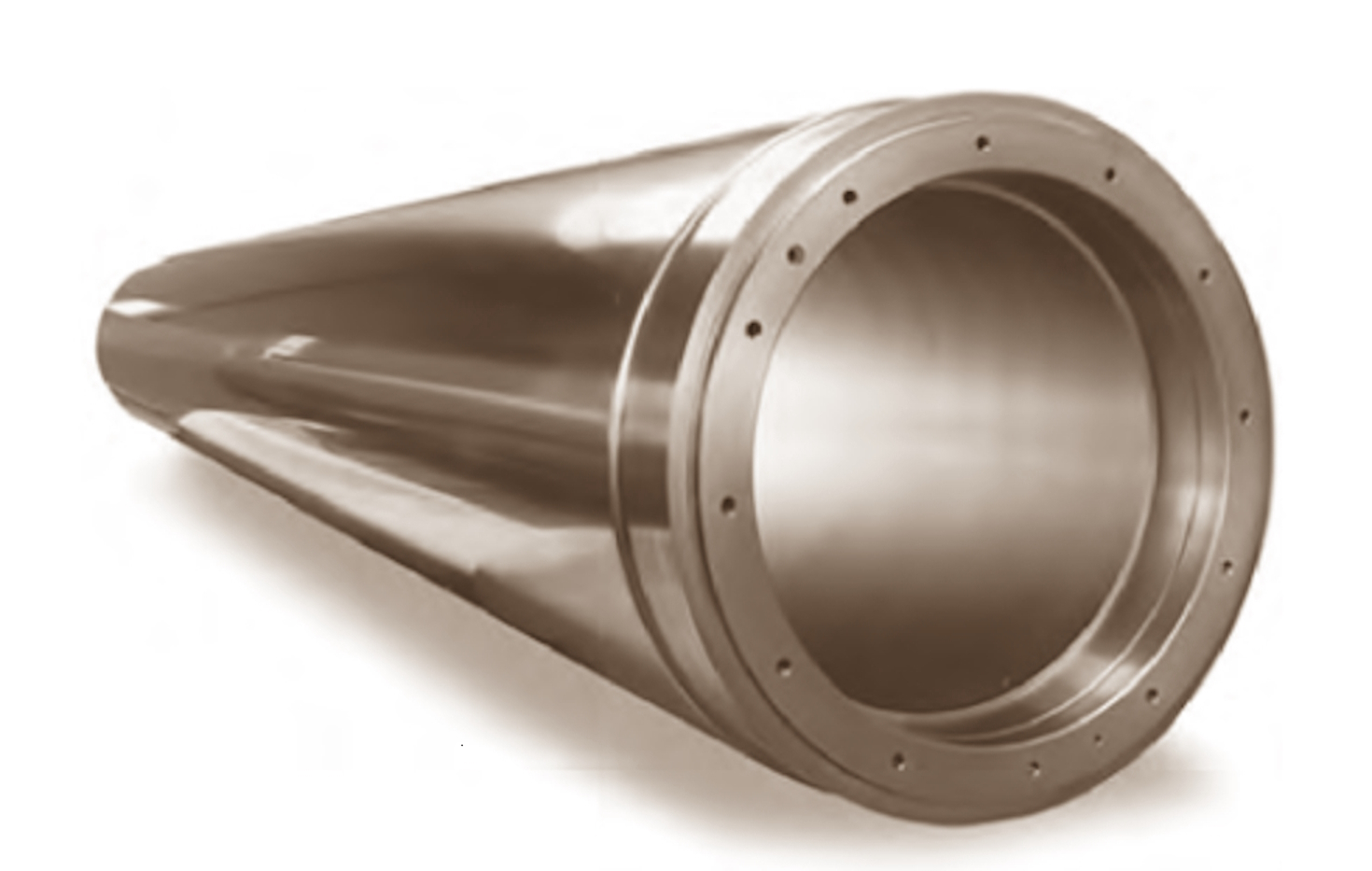
Walzenrohr aus Schalenhartguss für eine Schwimmende Walze

Eine noch größere Herausforderung für die Gleichmäßigkeit des Liniendrucks war die Biegung der Walzenkörper. Zwar kann man dies durch die sog. Bombage ausgleichen, jedoch passt diese Korrektur nur für einen genau definierten Belastungsfall. Bei Spezialpapiermaschinen – z. B. für Zeitungspapier – genügt das, und so konnten diese für größte Papierbahnbreiten gebaut werden. Bei wechselnde Papierqualitäten mit unterschiedlichen Liniendrücken musste bei einem Produktwechsel die Unterwalze ausgewechselt werden. Notbehelfe, wie das aktive Verbiegen oder Skewing funktionierten wegen der dabei entstehenden Fehler im Spaltprofil nur bei kleinen Druckveränderungen bzw. geringen Liniendrücken (z. B. bei Tissue-Kalandern).
Die Lösung brachte die Einführung der sog. „Schwimmende Walze“ (1962). Diese besteht aus einem Walzenrohr aus Schalenhartguss, welches um eine durchgehende Stahlachse rotiert. Zum Walzenspalt hin befindet sich zwischen beiden Körpern ein Polster aus Drucköl, welches das Rohr abstützt. Für jeden Liniendruck kann ein Öldruck eingestellt werden, bei welchem das Rohr gerade bleibt, während sich die Stahlachse unter der Last entsprechend verbiegt. Erfunden worden war die „S-Walze“ für die Textilindustrie, wo damit beim Einfärben die überschüssige Farbe aus Textilbahnen herausgequetscht wird, um eine gleichmäßige Einfärbung zu erreichen.
Das Kalandrieren von Papier wurde damit von den durch die Liniendrücke bestimmten Grenzen befreit. Und so ist es wenig verwunderlich, dass viel darangesetzt wurde, das S-Walzen-Patent zu umgehen. Ergebnisse waren die „Controlled-Crown (CC)“-Walze und die „NIPCO“-Walze, wobei bei der letzteren an die Stelle des durchgehenden Ölpolsters eine Reihe von durch Öldruck beaufschlagten Stützelemente traten. Diese hatten zudem den Vorteil, dass sie mit unterschiedlichen Drücken angesteuert, das Walzenrohr nicht nur gerade halten, sondern bei Bedarf auch gezielt verbiegen konnten. Dadurch kann ein bestimmtes Liniendruckprofil eingestellt werden. Diese Bauart hat sich schließlich allgemein durchgesetzt.

## Ausgleich der Walzentemperatur
Der Maschinenkalander folgt direkt auf die Trockenpartie. Die ca. 60 °C heiße Papierbahn überträgt ihre Wärme auf die Kalanderwalzen und damit auch ihr Temperaturprofil, wobei Temperaturunterschiede von mehr als 10 °C keine Seltenheit sind. Eine Temperaturdifferenz von 1 °C bewirkt bei einem Walzendurchmesser von einem Meter einen Unterschied von 10 µm, und daraus ergeben sich wiederum die oben beschriebenen Differenzen im Liniendruck. Die mit zunehmenden Betriebsgeschwindigkeiten einhergehende Verbesserung der Wärmeübertragung macht so zunehmende Probleme. Dazu kommt die Walkarbeit. Ein örtlich höherer Liniendruck erzeugt seinerseits verstärkte Reibung innerhalb der Papierbahn, die sich wieder auf den Walzenballen überträgt. Und das gilt z. B. auch für Reibungsunterschiede an den Schabern, wenn diese verschlissen oder schlecht eingestellt sind. Als Gegenmaßnahme wurden sog. Blasebalken installiert, eine dichte Reihe von Luftdüsen, mit denen sich Pressluft gezielt auf überhitzte Bereiche der Kalanderwalzen lenken lässt. Diese wurden zunächst von Hand reguliert. Der Kalanderführer identifizierte „weiche“, d. h. zu heftig gedrückten Stellen auf der Papierrolle mittels Schlägen eines Stockes, weil diese dort dumpf klangen. Das wurde später durch den „backtender’s friend“ (iRoll) automatisiert, eine Rolle mit einem Drucksensor, welche den Tambour abtastete. Das währte nur kurz, dann übernahmen Dickenprofil-Messgeräte diese Aufgabe.

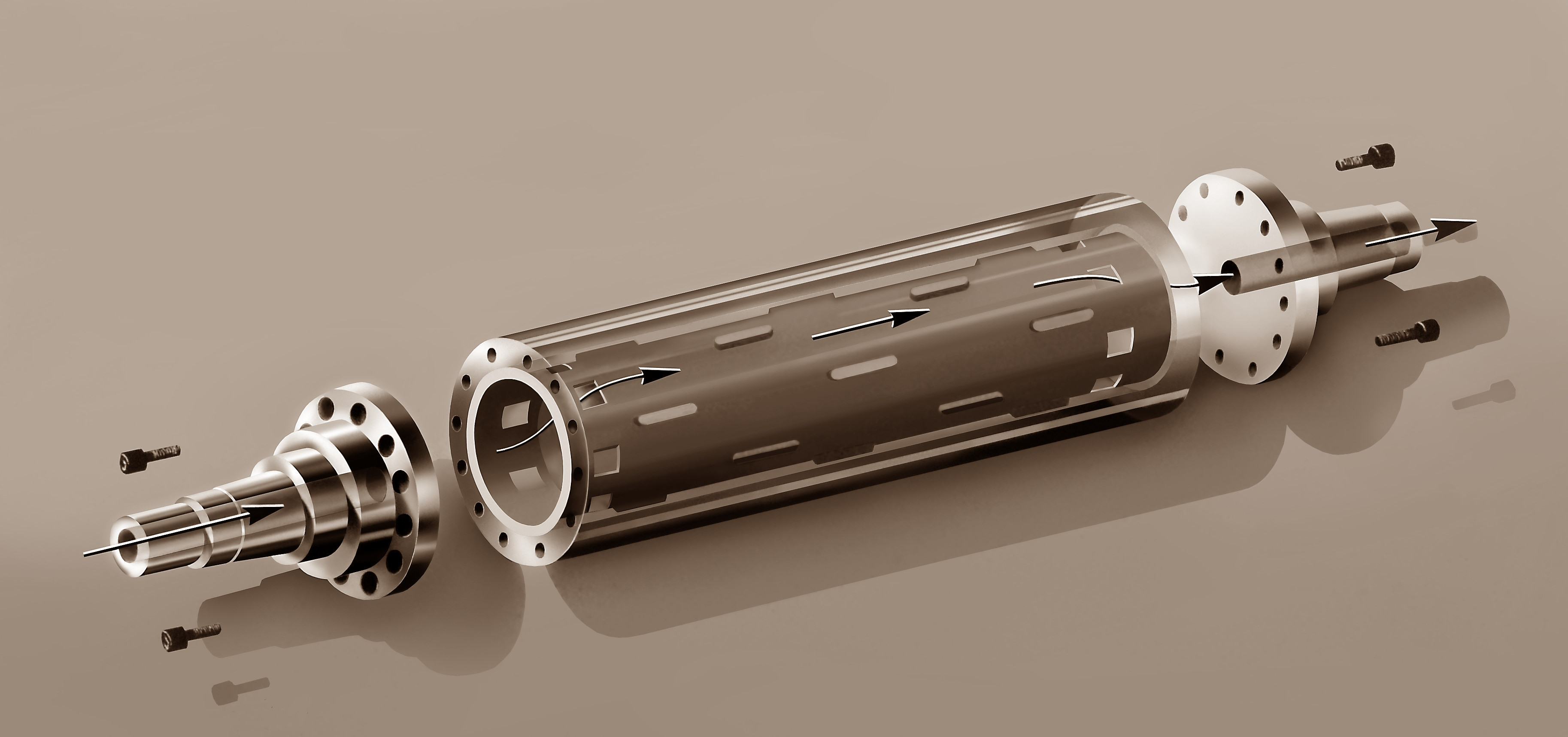
Beheizte Kalanderwalze, Verdrängerausführung

Für Superkalander waren beheizte Kalanderwalzen entwickelt worden, um die Temperaturschwankungen in dem üblichen Stopp-and-Go-Betrieb auszugleichen. Das waren Rohrwalzen, in deren Bohrung ein sog. Verdränger einen Ringspalt erzeugte, in dem temperiertes Wasser strömte. Im praktischen Betrieb zeigte sich, dass damit nicht nur ein Temperaturausgleich über die Zeit, sondern auch in axialer Richtung möglich war. Das Wasser nahm Wärme von überhitzten Bereichen auf und gab es an kältere ab. Da war es (1980) naheliegend, solche „Verdrängerwalzen“ auch in Maschinenkalandern einzusetzen. Sie verbesserten das Querprofil der Kalanderwalzen deutlich, und außerdem ließ sich so die Zeit verkürzen, wenn nach einem Papierabriss ihre Betriebstemperatur wieder erreicht wurde.

## Beruhigung des Walzenlaufs

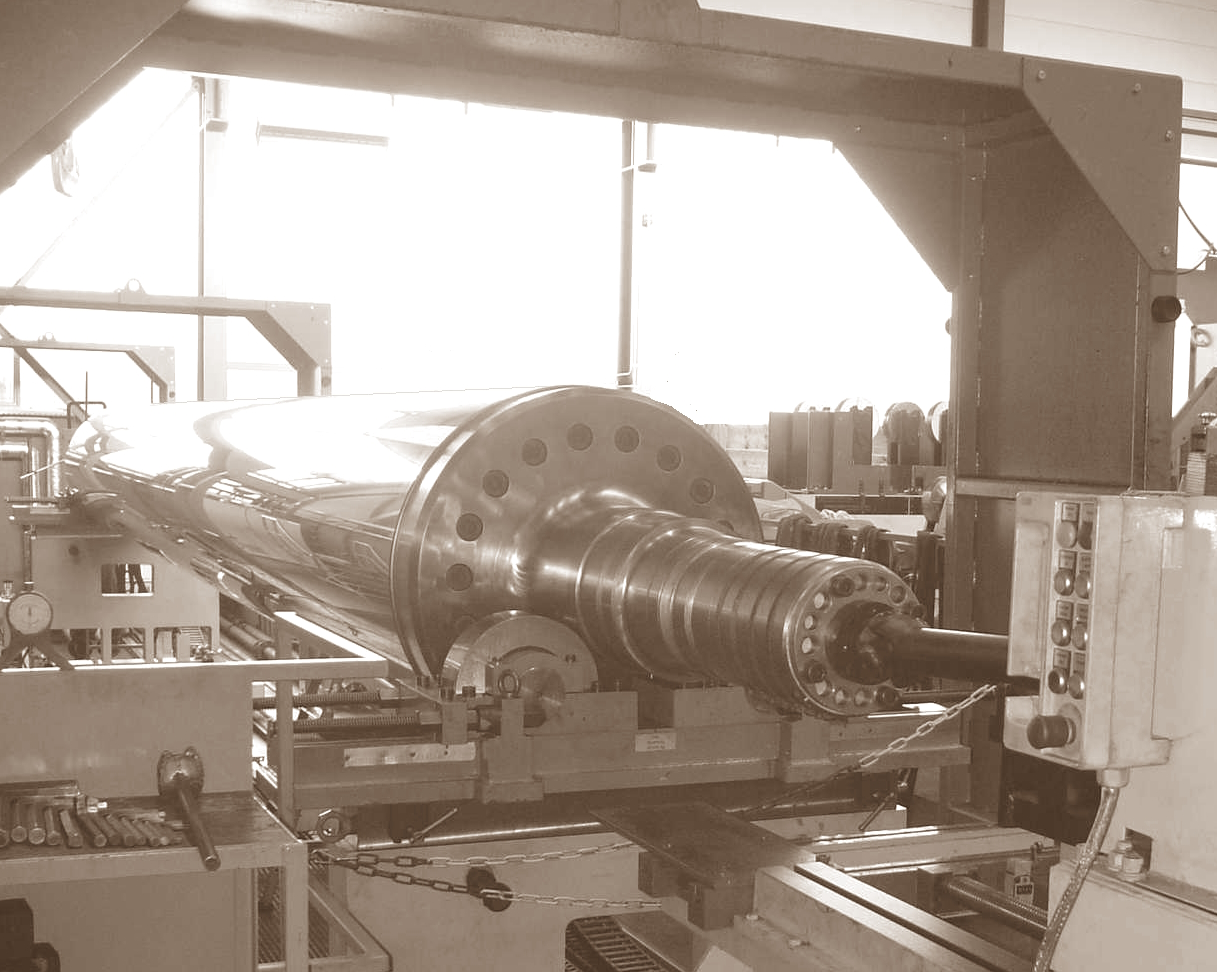
Walzenwuchtmaschine

Rundheitsfehler und Rundlauffehler des Walzenballens machen bei geringen Drehzahlen kaum Probleme. Bei Lagerspiel oder mit geringer Durchbiegung gibt die Walze nach. Das ändert sich bei höherem Tempo, wenn sich die Massenträgheit bemerkbar macht. Dann kommt es zu periodischen Schwankungen des Liniendrucks. Das gilt auch, wenn die Verteilung der Massen im Walzenkörper nicht gleichmäßig ist, z. B. aufgrund von Fertigungstoleranzen oder bei einer ungleichen Stärke der harten Schale beim Schalenhartguss. Das weiße Eisen hat ein ca. 8 Prozent größeres spezifisches Gewicht wie der Kern aus grauem Eisen. Darum müssen Kalanderwalzen für einen ruhigen Lauf ausgewuchtet werden. Auf einer Wuchtmaschine werden die Massen und die Positionen der Unwuchten bestimmt und dann durch Hinzufügen oder Entfernen entsprechender Wuchtgewichte ausgeglichen. Das erfolgt zumeist in zwei Ebenen (an den Zapfen), bei besonders schnelllaufenden oder schlanken Walzen in drei Ebenen (zusätzlich in der Walzenmitte, 1970).
Zur Beruhigung hochfrequenter Schwingungen können Hohlwalzen auch mit Anti-Vibration Compound gefüllt werden.

## Erhöhung der Walzentemperaturen
Mit der Verfügbarkeit von Heizstationen ließ sich die Temperatur der Kalanderwalzen anheben. Da sich Papierfasern bei Erwärmung leichter verformen lassen, erhöht dies die Wirksamkeit des Kalanderprozesses. Dieselbe Glätte lässt sich dann mit geringerem Liniendruck erreichen, und das bei einem Gewinn an Volumen (englisch bulk). Davon profitieren insbesondere recycelte Papiere.
Bemerkenswerterweise kam es zu einer großen Nachfrage nach Verdrängerwalzen aus gegenteiligen Gründen. Bei der Stofferzeugung setzte sich aus wirtschaftlichen Gründen das TMP-Verfahren (Thermomechanical Pulp) gegenüber dem Holzschliff durch. Die dabei erzeugten Papierfasern sind jedoch deutlich länger und die Papierbahn deshalb zu voluminös. Dem kann mit den beheizten Walzen abgeholfen werden. Darum wurden auch viele Papiermaschinen nachgerüstet, bei denen es keine Profilprobleme gab (1985).

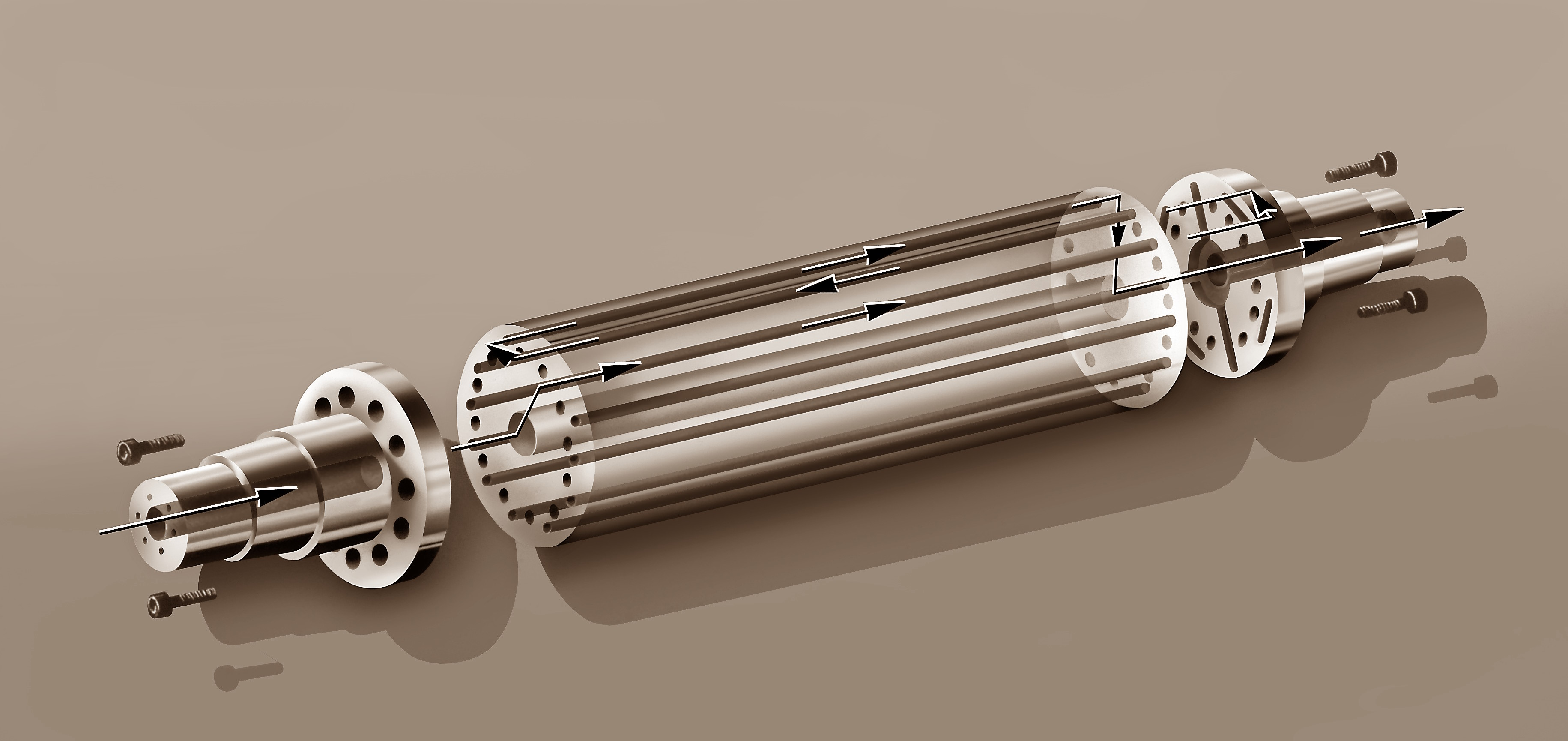
Kalanderwalze mit peripheren Heizbohrungen

Der größte Nachfrageschub für Thermowalzen folgte der Verbesserung der elastischen Walzenbezüge aus Kunststoffen. Jene waren ursprünglich dafür gedacht, die kurzlebigen, mit Papier gefüllten Walzen in Satinierkalandern abzulösen. Mit ihrer Lebensdauer wurden damit ausgerüstete Walzen auch für Maschinenkalander interessant. Gegenüber einem Arbeitsspalt im harten Nip von 1 bis 2 mm verlängerte sich jener im Soft-Nip auf 10 mm und mehr, bei entsprechend längerer Verweilzeit der Papierbahn. Das macht es einerseits notwendig, die Liniendrücke zu erhöhen, um die notwendigen spezifischen Drücke zu erreichen, und andererseits die Oberflächentemperaturen zu steigern, um die notwendige Wärmeenergie an die Papierbahn zu übertragen. Um die neuen elastischen Walzen zu schonen, wollte man ihnen zunächst nur einen Spaltkontakt pro Umdrehung zumuten. Das führte zu Zweiwalzen-Kalandern und zu großen Walzendurchmessern. Thermalöl kommt als Wärmeträger zum Einsatz, wie es auch bei höheren Temperaturen keine hohen Dampfdrücke entwickelt. Es fließt in sog. „peripheren Bohrungen“ dicht unterhalb der Schreckschicht (1985).
In einer besonderen Bauart können solche peripher gebohrten Walzen auch mit Sattdampf beheizt werden (1988). Das hat den Vorteil gleichmäßigerer Temperaturen, weil es keinen Temperaturabfall beim Wärmeübergang auf die Bohrungsinnenseite gibt und auch nicht in Strömungsrichtung, weil der Sattdampf überall mit derselben Temperatur kondensiert. Zudem ist in den meisten Papierfabriken geeigneter Dampf verfügbar. Allerdings ist eine Mindesttemperatur des Dampfes von ca. 130 °C notwendig, um mit dem Dampfdruck das anfallende Kondensat aus der Walze hinauszudrücken. Um den gesamten Temperaturbereich abzudecken und außerdem eine gezielte Kühlung zu ermöglichen, gibt es Thermowalzen, die ohne Betriebsunterbrechung zwischen Wasser- und Dampfbetrieb umgeschaltet werden können (1995).
Für den Einsatz der verschiedenen Wärmeträger ergeben sich die nachfolgenden Temperaturbereiche:
- Wasser 20–150 °C
- Thermalöl 20–280 °C
- Dampf 130–220 °C
- Wasser/Dampf 20–220 °C

## Entwicklung der Auslegungsberechnungen

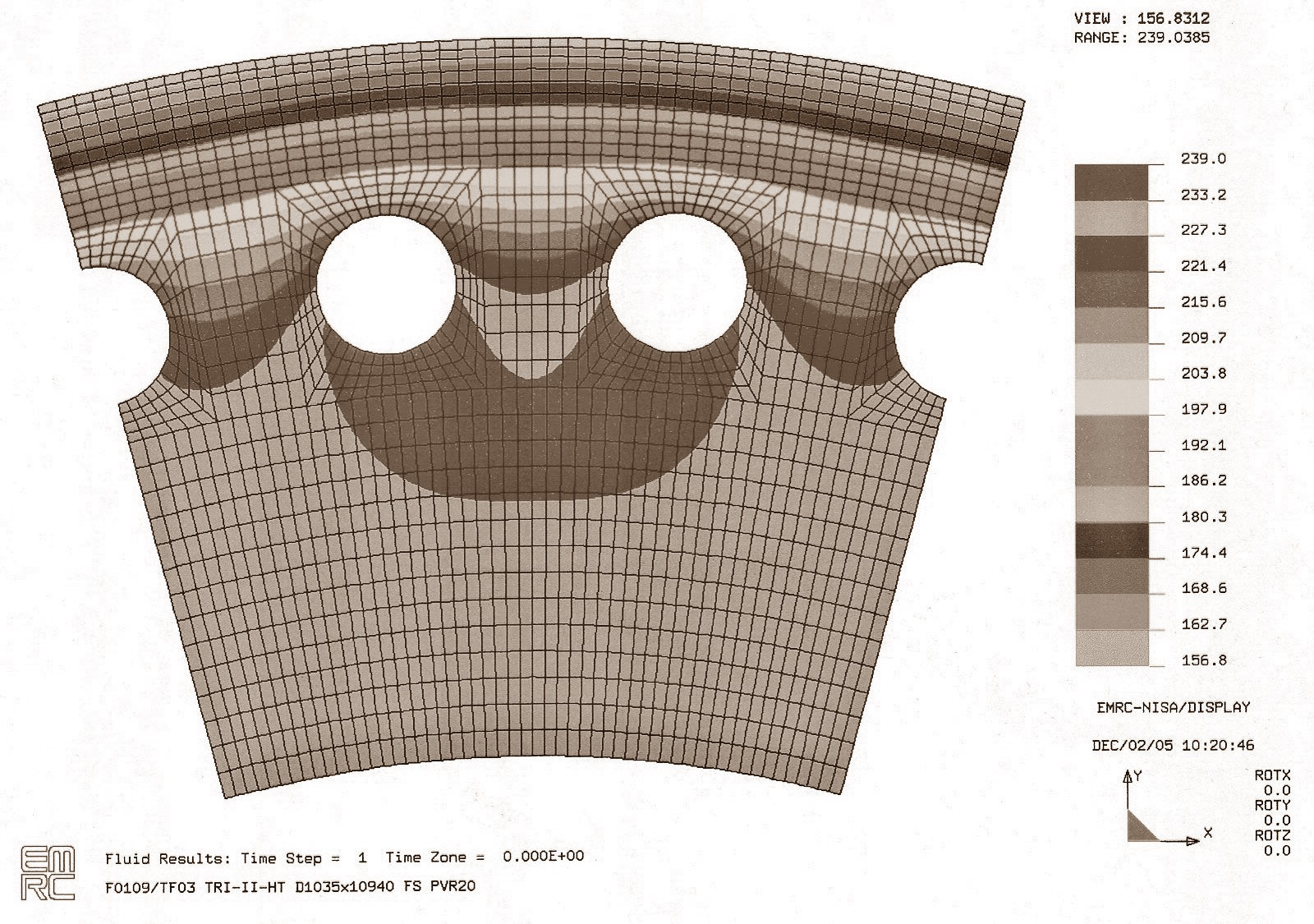
Berechnung der Temperaturverteilung mit der Methode der Finiten Elemente

Waren anfänglich bei Kalanderwalzen Festigkeitsnachweise abgesehen von eher seltenen Zapfenbrüchen unnötig – die Hauptbelastung waren ja Druckspannungen im Walzenspalt –, änderte sich das mit ihrer zunehmenden Größe und steigenden Linienlasten, dem Einsatz von Walzenrohren und ganz besonders den zunehmenden Betriebstemperaturen bei Thermowalzen. Neben mechanischen Biege- und Ovalisierungsspannungen wurden thermische Spannungen zu größten Herausforderungen, die jeweils als Wechselspannungen bei der Auslegung der Walzen genauestens berücksichtigt werden müssen. Die Eigenschaften der Bestandteile des Schalenhartgusses, wie Wärmeleitfähigkeit, thermische Dehnung, der Elastizitätsmodul sowie Zug- und Druckfestigkeit und die Dauerfestigkeit bei dynamischer Belastung und auf verschiedenen Temperaturniveaus waren zunächst kaum bekannt und mussten erst ermittelt werden. Dies galt auch für die Eigenspannungen in Schalenhartguss-Körpern, denen eine entscheidende Rolle zukommt, weil sie den Belastungsspannungen entgegenwirken. Aus der Bestimmung dieser Parameter ergaben sich vielfältige Ansätze, diese gezielt zu optimieren, z. B. durch Legierungselemente, gesteuerte Abkühlung durch den Einsatz von Gießhauben, sowie durch Fertigungstechnik (Aufbohren) und Konstruktion. So konnte sich das Gießen als kostengünstigstes Herstellungsverfahren für Kalanderwalzen behaupten.
Die für die Berücksichtigung der Vielzahl gleichzeitiger Belastungen entwickelten Berechnungsverfahren zählen zu den komplexesten in der Bruchmechanik. Sie genügen der FKM-Richtlinie. Ihre Anwendung im täglichen Einsatz wurde möglich als es gelang, sie auf Personal Computer (PC) zu portieren.
Weitere Berechnungen sind bei beheizten Kalanderwalzen zur Unterdrückung thermischer Verformungen insbesondere im Randbereich (sog. „Oxbow-Effekt“) erforderlich. Hierfür kommen Methoden der Finiten Elemente zum Einsatz, mit denen interne Isolierungen optimiert werden.